# Academy (computerspel)
Academy (ook wel Space School Simulator: The Academy of Academy: Tau Ceti II) is een computerspel dat in 1986 door CRL uitgebracht werd voor de ZX Spectrum homecomputer en vervolgens geporteerd werd naar de Amstrad CPC, Amstrad PCW, Atari ST, Amiga en MS-DOS. Het is het vervolg op Tau Ceti.

## Verhaal
Uit de spelinstructies:
Na een incident op 61 Cygnus in 2197, toen een beginnende piloot de verkeerde versnelling koos bij het aanmeren bij de centrale hoofdreactor en de helft van de planeet in gesmolten lava veranderde, besloot Gal-Corp dat er een speciale trainingsfaciliteit nodig was om een elitekorps piloten op te leiden voor de geavanceerde militaire skimmers die gebruikt worden bij kolonisatie- en verkenningswerk.
De Galcorp Academy for Advanced Skimmer Pilots (GASP) werd in 2213 opgericht om aan deze vereiste te voldoen. Met een instroom van meer dan honderd potentiële skimmerpiloten per jaar, voldoen er maar weinig aan de hoge vereisten van vlieg- en gevechtsvaardigheden.
Om af te studeren aan de Academy moeten cadetten 20 missies, gegroepeerd in vijf niveaus van vier, succesvol voltooien.

## Verloop van het spel
het spelverloop is vergelijkbaar met Tau Ceti: de speler bestuurt een 'skimmer' door een 3D-wereld, maar met extra mogelijkheden. In plaats van een enkele, grote spelwereld is de verhaallijn gebaseerd op missies, wat de speler enige controle geeft over de volgorde van het spel. De spelwereld van het originele spel wordt uitgebreid, aangezien deze missies plaatsvinden op verschillende planeten onder verschillende zonnen. Zo biedt het vliegen onder een donkerrode dwergster een andere speelervaring dan onder een felgele zon.
Bovendien kan de speler zijn eigen skimmers ontwerpen door de kracht van de motor en wapens te regelen, de uitrusting te kiezen en het bedieningspaneel op het scherm aan te passen.

## Platforms
| Jaar | Platform                   |
| ---- | -------------------------- |
| 1986 | ZX Spectrum                |
| 1987 | Amstrad CPC, Atari ST, DOS |
| 1988 | Amiga, Amstrad PCW         |

## Ontvangst
Het computertijdschrift Your Sinclair gaf het spel een 9/10 en een Megagame award, waarbij recensent Phil South onder de indruk was van de mogelijkheid om de skimmer te ontwerpen en het moeilijkheidsniveau van de missies. CRASH gaf het spel een algemene beoordeling van 92%.